# 有一種幸福叫沖繩
《有一種幸福叫沖繩》（英語：Tropic Of Happiness, Okinawa），是香港Now TV製作的旅遊節目，共有4集，由倪晨曦及鄧洢玲主持。沖繩遠離日本本島，歷史因素令沖繩擁有與日本不同的特色。沖繩人是否係特別長壽？沖繩女生是否特別漂亮？觀眾可以用透過節目所展示沖繩的三方面：悠閒心境、健康飲食及怡人環境去思考這些問題。
節目於2014年12月7日，逢星期日23:00於now 101台播出，而2016年7月2日至23日，逢星期六14:30至15:00於ViuTV重播。

## 每集一覽
| 集數 | 主題     | 首播日期 | 重播日期 |
| 集數 | 主題     | 2014     | 2016     |
| 1    | 青春命藥 | 12月7日  | 7月2日   |
| 2    | 沖繩的甜 | 12月14日 | 7月9日   |
| 3    | 混血風格 | 12月21日 | 7月16日  |
| 4    | 神仙小島 | 12月28日 | 7月23日  |

## 備註
1. ↑  沖繩縣連續30年（1975年到2005年）為全日本各都道府縣間女性平均壽命最長。[2]
2. ↑  日本投票網站Goo「一講沖繩就會諗起嘅女明星」排行榜[3][4]
3. ↑  出生於沖繩縣的美女藝人便有安室奈美惠、仲間由紀惠、新垣結衣、國仲涼子等。
4. ↑  反映喺沖繩方言Tege（過得去就好）、Nankurunaisa（船到橋頭自然直）及Uchina Time（悠閒的「沖繩時間」生活步伐觀念）上面。[5]
5. ↑  為ViuTV該節目所標示該集的名稱

## 外部連結
- ViuTV：有一種幸福叫沖繩 （页面存档备份，存于）